# Exocentrus jeanneli
Exocentrus jeanneli är en skalbaggsart som beskrevs av Stefan von Breuning 1955. Exocentrus jeanneli ingår i släktet Exocentrus och familjen långhorningar. Inga underarter finns listade i Catalogue of Life.